# Хопфова группа
Хопфова группа — группа, не изоморфная ни одной из своих собственных факторгрупп.

## Примеры
- Конечная группа
- Полициклическая группа.
  - Виртуально полициклическая группа, то есть группа содержащая полициклическую подгруппу конечного индекса
- Конечно-порожденная свободная группа.
- Группа рациональных чисел по сложению.
- Любая конечно порожденная остаточно конечная группа.
- Гиперболическая группа без кручения.

## Не примеры
- Квазициклическая группа.
- Группа  вещественных чисел по сложению.
- Группа Баумслага — Солитера {\displaystyle B(2,3)}.

## Внешние ссылки
- HopfianGroup on PlanetMath